# Ísafjarðarbær

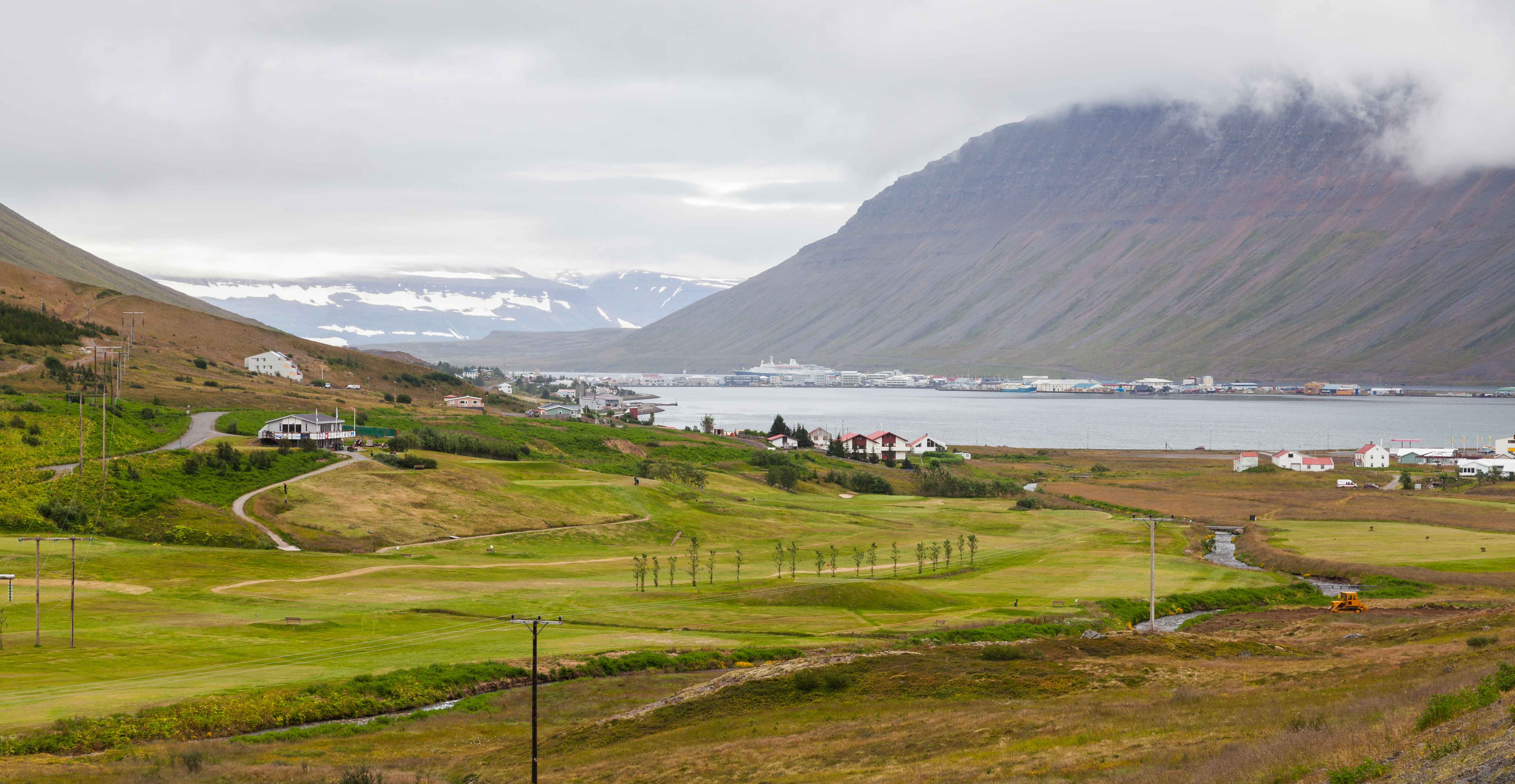
Ísafjördur

Ísafjarðarbær är en kommun på Island i regionen Västfjordarna. Den bildades 1996 av de förutvarande sex kommunerna Flateyrarhreppur, Ísafjarðarkaupstaður, Mosvallahreppur, Mýrahreppur, Suðureyrarhreppur och Þingeyrarhreppur.
Den har en areal på 2 416 km². Vid utgången av 2020 fanns det 3 794 invånare i kommunen.
Centralort är Ísafjörður. Andra orter är Hnífsdalur, Flateyri, Suðureyri och Þingeyri.